# MOOC

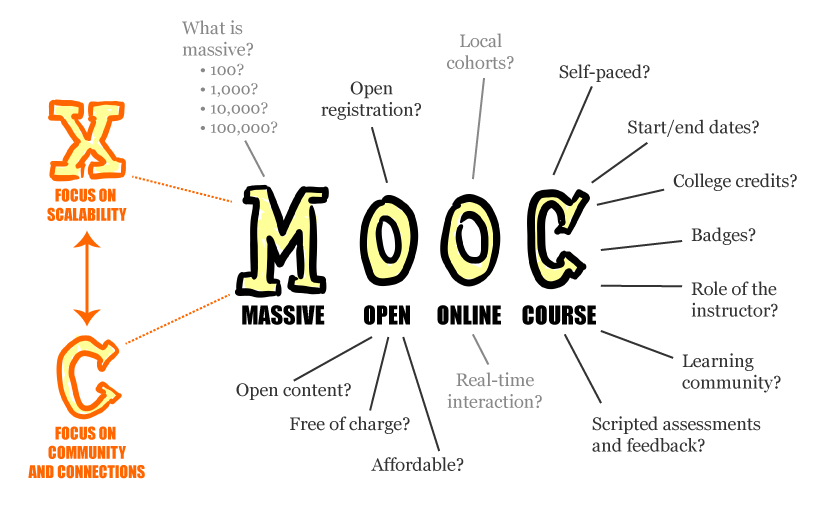
Lettering de Massive Open Online Course

Curso Online Aberto e Massivo, do inglês Massive Open Online Course (MOOC), é um tipo de curso aberto oferecido por meio de ambientes virtuais de aprendizagem, ferramentas da Web 2.0 ou redes sociais que visam oferecer para um grande número de alunos a oportunidade de ampliar seus conhecimentos num processo de co-produção.

IIYOSHI, Toru; KUMAR, M. S. Vijay. Educação aberta: o avanço coletivo da educação pela tecnologia, conteúdo e conhecimento abertos. UNIP Interativa Ensino a distância & ASSOCIAÇÃO BRASILEIRA DE EDUCAÇÃO A DISTÂNCIA (ABED)

MOOC é um desenvolvimento recente na área de educação a distância, e uma progressão dos ideais de educação aberta sugerido pelos REA - recursos educacionais abertos. Embora o projeto e participação em um MOOC possa ser semelhante ao de um curso em uma faculdade ou universidade, os MOOC normalmente são gratuitos e não exigem pré-requisitos mas também não oferecem certificados de participação. São ofertados para um grande número de alunos e possuem grande quantidade de material. Os MOOCs são definidos pelo grande volume e heterogeneidade de estudantes participantes. Talvez, no futuro, possa haver validação por uma Universidade através de uma avaliação presencial. 
O MOOC tem como raízes o movimento dos recursos educacionais abertos e do conectivismo. Mais recentemente, uma série de projetos de MOOC têm surgido de forma independente, como Coursera, Udacity, OpenClass e edX. O investimento financeiro, de forma significativa em 2012, que as instituições aplicaram nesses projetos ajudou a ganhar a atenção do grande público para o MOOC chegando a ser tema do New York Times em novembro de 2012 destinando toda a sua coluna de Educação à temática MOOC. Cogita-se que esses projetos MOOC objetivam fazer experimentos para transformar os atuais cursos do tipo e-learning mais escaláveis, sustentáveis e rentáveis.

## Características básicas
Enquanto não há uma definição em comum acerca do que seja um MOOC, duas características básicas merecem ser destacadas:
- Acesso aberto: Para participar de um MOOC não precisa ser um aluno efetivamente matriculado em uma escola clássica, e não é obrigado a pagar nenhuma taxa. Embora possa haver custos de manutenção, mas em princípio são totalmente gratuitos e abertos para qualquer tipo de público;
- Escalabilidade: Muitos cursos tradicionais dependem de um certo número de participantes e alguns professores para serem iniciados. No entanto, pela proposta do MOOC em ser massivo sugere que o curso é projetado para suportar um número indefinido de participantes.

Outras características associadas com esses projetos de MOOC's iniciais, são o licenciamento aberto de conteúdo (Creative Commons), estrutura aberta e metas de aprendizagem, comunidade de prática, etc. Embora possam não estar presente em todos os projetos MOOC's.
Diferentemente dos cursos tradicionais, que pressupõem a capacidade de acompanhamento dos alunos matriculados por um professor ou tutor, os MOOCs são idealizados para serem acessados por milhares de pessoas. As ferramentas são projetadas de modo que o conhecimento do aluno seja testado a cada módulo aprendido, fazendo uso de questionários, games, avaliações colaborativas e formação de mentores de percursos entre os egressos dos cursos, entre outras estratégias.
Destaca-se também, conforme o Prof. Figueiredo, que haveria os cMOOC's, com fortes influências conectivistas, e os xMOOC's mais tradicionais e estruturados como os do MIT. Quanto aos cMOOC's, onde os investimentos estão sendo maiores, Figueiredo destaca:
- Exploratórios: o desenvolvimento dos cMOOC's segue um percurso exploratório, de ciclos de tentativa-erro-reflexão;
- Disruptivos: os cMOOC's possuem uma poderosa semente para romper com a clássica forma de ensinar e aprender;
- Desconstrutivos:  na reforma de uma velha casa é mais fácil, e produtivo, destruí-la e criar um novo projeto, estrutura e design;
- Incubadoras: os cMOOC's são verdadeiros ninhos para explorarmos novas práticas na educação e agregar o potencial da inteligência coletiva da Web 2.0.
- Contextuais: como o conhecimento vai sendo co-produzido por todos o mais importante fica sendo o contexto, e não o conteúdo. Conhecimento gerando mais conhecimento.

## História

### Origem
Os criadores do conectivismo como sendo uma nova teoria de aprendizagem, George Siemens e Stephen Downes, em 2008 para ampliar a discussão sobre a sua polêmica teoria ofereceram um curso sobre “Connectivism and Connective Knowledge” (Conectivismo e Conhecimento Conectivo) para 25 alunos pagantes da Universidade de Manitoba (Canadá) e para outros 2300 estudantes que puderam participar do curso gratuitamente pela internet ao longo de 12 semanas.
Essa iniciativa foi chamada de MOOC – Massive Open Online Course - por Dave Cormier, Gerente de Comunicação na Web e Inovações na Universidade de Prince Edward Island, e pesquisador Senior do Instituto Nacional de Tecnologia na Educação Liberal.

### Precursores
Antes do advento da era da informação, a educação a distância surgiu através dos cursos por correspondência, via TV e formas primitivas de e-learning. Por volta do ano de 1890 cursos por correspondência especializados em assuntos como testes para concursos públicos eram promovidos e vendidos porta a porta nos Estados Unidos. Em 1920, nos Estados Unidos, mais de 4 milhões de americanos — significativamente mais do que a população do ensino superior na época — estiveram matriculados em algum tipo de cursos técnicos a distância, com uma taxa de sucesso inferior a 3%.
Em 1920, quando o Rádio era considerado a mais avançada tecnologia de comunicação em massa, as Universidades dos Estados Unidos rapidamente definiram concessões relativas às frequências de rádio. Em 1922,  a Universidade de Nova York, pôs em operação sua própria estação de Rádio, com planos de difundir através dela os mais diversos conteúdos. Outras universidades acompanharam tal movimento, incluindo Columbia, Harvard, Kansas State, Ohio State, NYU, Purdue, Tufts, e as Universidades de Akron, Arkansas, California, Florida, Hawaii, Iowa, Minnesota, Nebraska, Ohio, Wisconsin, and Utah. Pesquisadores como Antonio Bartolomé e Karl Steffens chegam a defender que estes cursos americanos transmitidos através do rádio foram os primeiros MOOC's da história, retirando o pioneirismo do curso “Connectivism and Connective Knowledge” (Conectivismo e Conhecimento Conectivo) citado anteriormente.
Ainda em 1920, o jornalista americano Bruce Bliven ponderou em rede nacional: "Estaria o rádio se tornando a espinha dorsal da educação a distância? A sala de aula será abolida e as crianças do futuro serão alimentadas com fatos enquanto permanecem sentadas em casa ou, até mesmo, enquanto andam pelas ruas com seus receptores de rádio nos bolsos?". Nesta época, os números de estudantes que liam livros de texto e participavam de aulas a distância, porém a taxa de rejeição de tais cursos eram relativamente altos. Além disso, a tutoria através deste meio era difícil devido a distância. Em 1940, 20 anos depois, os cursos via rádio praticamente sumiram. A instituição australiana conhecida como Escola dos Ares utilizou a tecnologia de rádios bidirecionais para ensinar crianças em locais remotos em 1951.
Filmes falados foram a tecnologia do momento entre as décadas de 1930 e 1940. Filmes foram utilizados para treinar milhões de recrutas americanos sobre o uso e operação de diversos equipamentos durante a segunda guerra mundial. Diversas universidades televisaram aulas no fim da década de 1940 na Universidade de Louisville. Na década de 1980, diversas universidades foram conectadas a outros campi através de vídeos de circuito fechado para o ensino de cursos avançados a pequenos grupos de alunos. Em 1994, muitas universidades já ofereciam programas de graduação a distância com mais de 150 cursos superiores.

### MOOCs e sua evolução
Atualmente, universidades de renome em todo o mundo adotaram o chamado “Massive Open Online Courses”, isto é, cursos online abertos para todos. Sites como Coursera, Khan Academy, Udacity e edX, reúnem em um mesmo ambiente virtual cursos com aulas gravadas das melhores universidades do mundo, tais como Cambridge, Harvard, MIT e, com professores de excelência. Segundo Allen et al (2014), o conceito de MOOC perpassa pela ideia de “a course of study made available over the Internet without charge to a very large number of people”.
Estas universidades revolucionaram a educação superior ao incentivar cada vez mais que seus alunos busquem conhecimentos em outros lugares e, que estudantes de qualquer lugar do mundo tenham acesso ao seu método de ensino e interpretação. Assim, as possiblidades geradas pela internet e o crescimento da qualidade do ensino à distância vai transformando os desafios em novas oportunidades.
Verifica-se também o crescimento da qualidade das aulas apresentadas pelos professores, que ao interagirem com o estudantes de diversos países aprimoram seus conhecimentos humanos e, aprendem com a cultura e realidade de outras regiões. Mas, principalmente o incentivo para que outras instituições mergulhem nessa ramificação da internacionalização de universidades.
Em 2007 foi ofertado o primeiro curso on-line com as características do MOOC pela Utah State University, embora cursos online já existissem. O chamado MOOC foi de fato utilizado um ano depois e foi capaz de reunir 2300 estudantes de diversos países. Nesse momento, o objetivo era utilizar as tecnologias emergentes para propiciar a “aprendizagem social distribuída em rede”.
Em 2011, professores da Universidade de Stanford também começaram a coordenar cursos na modalidade online para grandes massas, conquistando estudantes de todo o globo e, novamente “reforçando o conceito de cursos abertos e em grande escala em termos de alunos” . Deve-se notar, todavia, que os MOOCs possuem duas vertentes distintas: os cMOOCs e os xMOOCs. O primeiro é baseado no Conectivismo que se “desenvolvem de modo mais informal na rede e são relativamente livre das „amarras‟ de uma instituição tradicional de ensino”
Deve-se notar, todavia, que os MOOCs possuem duas vertentes distintas: os cMOOCs e os xMOOCs. O primeiro é baseado no Conectivismo que se “desenvolvem de modo mais informal na rede e são relativamente livre das „amarras‟ de uma instituição tradicional de ensino”  Assim nos cMOOS os estudantes são encorajados a buscar mais conhecimento na rede, evoluindo assim os debates nos cursos. Além de aumentar a interatividade entre os participantes nas diversas plataformas tecnológicas existentes (blogs, wikis, websites, redes sociais, etc.). Já os modelos xMOOCs são mais recentes e “correspondem a uma extensão dos modelos pedagógicos utilizados pelas instituições de ensino tradicionais, privilegiando, porém, as práticas instrucionais de ensino, ou seja, fazendo uso do design instrucional” . Isto é, os formatos são pré-definidos pelos professores da universidade, onde a figura do professor é central e a interatividades entre os estudantes não é prioridade.

### Desenvolvimento recente
O ano de 2012 ficou conhecido como o "Ano dos MOOCs" pois diversas iniciativas alavancadas por investimentos e associadas com universidades bem conceituadas sugiram. Exemplos no mundo são Coursera, Udacity e edX e, no Brasil, a plataforma Veduca.
Em outubro de 2011 a Universidade Stanford lançou três cursos e, cada um deles, alcançou a marca de 100.000 inscritos. Com a grande aceitação de tais cursos Daphne Koller e Andrew Ng deram início ao Coursera. Alavancados pela tecnologia já desenvolvida em Stanford, o Coursera tornou público dois cursos: Aprendizagem de máquina, lecionado por Andrew Ng e Banco de dados, lecionado por Jennifer Widom. Posteriormente o Coursera anunciou parcerias com diversas universidades, incluindo a Universidade da Pensilvânia, Universidade de Princeton e Universidade de Michigan.[carece de fontes?]
Preocupado com a comercialização da educação online, o MIT lançou a plataforma sem fins lucrativos chamada MITx poucos meses depois como um esforço para desenvolver uma plataforma grátis e livre. A Universidade Harvard apoiou a iniciativa e se juntou ao projeto, que passou a se chamar edX. Pouco tempo depois a Universidade da Califórnia também adotou a plataforma. Atualmente a iniciativa conta com o apoio também das universidades do Texas, Wesley College e Universidade de Georgetown.
Em novembro de 2012, o primeiro MOOC voltado para o ensino médio foi lançado nos Estados Unidos pela Universidade de Miami. O curso foi voltado para estudantes de ensino médio em preparação para o exame SAT para Biologia. Nesta época o Wedubox, o primeiro grande MOOC em espanhol, deu início ao seu primeiro curso, contando com mais de 1.000 professores.
Destaca-se que apesar dos MOOC apresentarem alta taxa de matrículas também apresentam alto índice de abandono. Na Universidade de Duke, por exemplo, menos de 2% dos 180.000 inscritos completaram o curso de Lógica e Argumentação ofertado entre 2011 e 2012.[carece de fontes?]

## Visão geral do mercado dos MOOCs
Os avanços nas tecnologias de informação e comunicação estão levando os educadores e alunos a superar as restrições de tempo, espaço e meio ambiente. Embora uma educação em sala de aula tradicional seja bem conhecida, os sistemas de aprendizagem fora da sala de aula, especialmente aqueles aprimorados por meio da tecnologia, ainda estão sendo discutidos. Os MOOCs representam o estágio final das atuais inovações tecnológicas na educação à distância, uma vez que oferecem recursos educacionais abertos a estudantes de todo o mundo. São projetados para serem escalonáveis a grandes massas on-line com participação gratuita e sem requisitos formais e fornecem a milhões de pessoas, em todo o mundo, a oportunidade de aprender por meio de centenas de universidades ou organizações públicas e privadas em todo o mundo.
Algumas das principais razões por trás dos MOOCs que estão perdendo popularidade são a qualidade do curso questionável, a alta taxa de evasão, créditos de curso indisponíveis, avaliações ineficazes, direitos autorais complexos, hardware limitado,a utilização do inglês como língua global, dificultando o aparecimento de perspectivas de não falantes do idioma, excessivo marketing e o tratamento da educação como “commodity”,aspecto broadcast e à falta de interação entre os pares aluno-aluno e aluno-professor.   Com a quantidade necessária de recursos financeiros nos seus balcões, espera-se que as empresas MOOCs reformem e desenvolvam materiais de cursos mais adequados à aprendizagem que possam ser usados num formato online mais combinado, em vez de formatos totalmente online.
Principais plataformas:
- Coursera Inc.
- edX Inc.
- Udacity Inc.
- FutureLearn Ltd.
- Canvas Networks Inc.
- Open2Study (Open Universities Australia Pty Ltd.)
- Udemy Inc.
- openSAP (SAP SE)
- 360training.com Inc.
- Iversity Inc.
- Miríadax (Telefónica Learning Services S.L.U.)
- Blackboard Inc.

A presença da infraestrutura para suportar alta adoção ajudou o mercado na região da América do Norte. Por exemplo, nos Estados Unidos, para um curso específico na Georgia Tech e no MIT, os alunos puderam escolher. Eles poderiam se inscrever no curso tradicional no campus ou inscrever-se em uma versão paralela da turma que seria totalmente on-line. De acordo com os rankings do US News World Report, cerca de 22 das 25 principais universidades dos EUA estão oferecendo cursos on-line, gratuitamente.
Várias universidades nos EUA permitem que os MOOCs contribuam para a conclusão do curso final, que também está contribuindo para o crescimento do mercado da região. Algumas das universidades renomadas, como a UC San Diego, a Universidade do Arizona e a Universidade da Pensilvânia, oferecem videogames como plataforma de aprendizado on-line com uma interface de jogo multijogador para apoiar habilidades de trabalho em equipe que incluem estratégia compartilhada e de comunicação. Outras universidades, como a Universidade de Illinois e a Georgia Tech, anunciaram cursos adicionais com os cursos on-line existentes

### Principais tendência do mercado
Espera-se que o tipo xMOOC realize uma quota de mercado significativa pois possuem sua experiência na evolução de cursos abertos e recursos educacionais abertos. São geralmente oferecidos por universidades, em colaboração com uma organização comercial ou uma empresa cujo objetivo é obter lucro. Os xMOOCs se apresentam como versões on-line de formatos tradicionais de aprendizagem (por exemplo, palestras, instruções, discussões, entre outros) em plataformas proprietárias de software especializadas de propriedade de empresas independentes. Eles atribuem relações legítimas e monetárias entre universidades que criam conteúdo e provedores de tecnologia, onde X indica os MOOCs que são baseados em conteúdo e seguem uma abordagem mais comportamentalista. O  "X" enfatiza uma abordagem de aprendizado mais tradicional por meio de apresentações de vídeo, testes e testes curtos e foco na duplicação de conhecimento. Os xMOOCs estão associados principalmente aos três maiores fornecedores de plataformas: edX, Udacity e Coursera.

## Iniciativas em língua portuguesa
No Brasil, a primeira iniciativa MOOC foi lançada pela Universidade Estadual Paulista “Júlio de Mesquita Filho” (Unesp) em 14 de junho de 2012 com o nome Unesp Aberta. A plataforma disponibiliza gratuitamente os conteúdos e materiais didáticos dos cursos de graduação, pós-graduação e extensão da Universidade, elaborados em formato digital em parceria com o Núcleo de Educação a Distância da Universidade (NEaD) para qualquer pessoa com acesso a Internet no Brasil e no mundo. Estes materiais são organizados em cursos completos e livres, sem certificação ou assessoria pedagógica, e estão divididos em áreas do conhecimento e temas abordados.
O primeiro MOOC em língua portuguesa foi o MOOC EaD, sobre Educação a Distância, coordenado pelos professor brasileiro João Mattar e o professor português Paulo Simões, com o apoio do TIDD - Programa de Pós-Graduação em Tecnologias da Inteligência e Design Digital da Pontifícia Universidade Católica de São Paulo (PUC-SP) e da Associação Brasileira de Educação a Distância  (ABED), realizado no segundo semestre de 2012, mas que não ofereceu certificação. De Abril a Junho de 2013, João Mattar coordenou o MOOC LP (Língua Portuguesa), que teve 5.100 inscritos e certificação emitida pela Associação Brasileira de Mantenedoras de Ensino Superior (ABMES).
Em seguida, foram lançados MOOCs com certificação pela Universidade de São Paulo (USP) em junho de 2013 em parceria com o portal brasileiro Veduca com dois cursos MOOC: Física Básica, do professor Vanderlei Salvador Bagnato, e Probabilidade e Estatística, dos professores Melvin Cymbalista e André Leme Fleury. Nas duas primeiras semanas desde o lançamento, que aconteceu na Escola Politécnica da USP no dia 12 de junho de 2013, os dois cursos receberam inscrições de mais de 10.000 estudantes.

### O MOOC Tutoria
O MOOC de tutoria foi uma iniciativa desenvolvida por Mattar que, a partir da experiência anterior, criou um curso aberto e gratuito para qualquer interessado. Buscou discutir as funções do tutor em Educação a Distância, só exigindo do aluno noções básicas do uso de computador e da Internet e abordou temas como: Modelos de Educação a Distância, Funções do Tutor, Design Instrucional em Educação a Distância, Avaliação, além de temas mais polêmicos, como o conflito da atuação entre o professor e o tutor. As atividades partiram de ações colaborativas envolvendo leituras, vídeos e debates, normalmente assíncronos, e foram até a criação de novos espaços interativos, buscando implementar algumas correções observadas pelo MOOC EaD.
O MOOC Tutoria foi analisado a partir do artigo escrito em 2013, por um grupo de pesquisadores da Universidade Federal do Ceará, que, juntamente com a dissertação que avaliou o MOOC EaD, tornou-se a nossa principal fonte de pesquisa para este artigo. Não priorizamos descrever as experiências, mas destacar os principais pontos comuns, tanto positivos quanto negativos, suficientes para subsidiar a descrição de algumas constatações e limitações que, no caminho das análises, facilmente se evidenciam. Os dois cursos não ocorreram simultaneamente, mas primeiro o MOOC EaD e depois o MOOC Tutoria. Embora o último tenha recebido algumas mudanças, alavancadas pela experiência anterior, percebemos uma padronização e uma repetição tanto nos relatos dos alunos, quanto dos organizadores.

## Limitações
Embora alguns usuários já tenham uma maior habilidade para o uso dos recursos disponibilizados (fóruns, chats) e saibam utilizar recursos externos ao mesmo, outros demonstram insegurança e requeriam atividades mais estruturadas. Frequentemente revelaram que, para muitos usuários, o MOOC é posicionado como um curso que se estabelece segundo os moldes de ensino e de aprendizagem verificados no contexto da realidade escolar, onde há um polo emissor ensinando a um polo receptor. A certa altura do MOOC EaD, os organizadores avaliaram que já havia muito conteúdo. Comentaram, ainda, que até para eles estava complicado gerir tantas informações. Quanto à gestão da informação, não foi desenvolvida.
O conceito de Ambiente Pessoal de Aprendizagem (Personal Learning Environment - PLE) não chegou a ser debatido com os participantes, e a intenção dos organizadores foi mantê-los nos espaços criados, evitando, assim, uma maior dispersão, como um dos problemas de cursos abertos. No Conectivismo, a criação de espaços pessoais para gestão de informação é incentivada para que cada aluno possa fazer a gestão do próprio conhecimento. Isso não aconteceu no MOOC EaD necessitando de esclarecimento pelos organizadores durante o curso.

## Práticas educacionais e cursos relacionados
Até o dado momento existem poucas práticas ou definições neste campo. Três organizações, Khan Academy, Universidade Peer-to-Peer (P2PU) e Udemy também são vistas como iniciativas similares a MOOCs porém diferem por trabalharem de forma independente ao sistema de ensino superior. Estas iniciativas proveem aulas individuais nas quais os alunos estão aptos a seguir o curso no seu próprio ritmo e de forma assíncrona com os demais estudantes.

## Os interesses nos MOOCs
O mais importante é a ideia de articulação dos meios de comunicação tradicional de massa com os novos espaços sociais oferecidos pela internet. Nota-se com isso, um claro processo de convergência tecnológica interativa. Quando se está na internet o usuário tem mais capacidade de relação, mais interatividade, mais amigos, mais conhecimento, mais atividade, mais informação cultural, mais implicação social e política. Ou seja, todos os meios de comunicação atualmente são interativos, inclusive os meios tradicionais, como a televisão, tem essa interatividade. Essa nova maneira de diálogo permite uma maior articulação entre os meios de comunicação, e implica a renuncia a qualquer controle vertical que ainda resta à comunicação.
O contexto em que os MOOCs emergem refere-se à área tecnológica contemporânea e, especificamente, à educação aberta, uma vez que a evolução da internet para a web 2.0 (a web colaborativa) criou o cenário propício às novas formas de tratamento da informação e do conhecimento, com o estabelecimento de ambientes colaborativos na rede por meio das plataformas tecnológicas.

### Abordagens de design instrucional
Devido à escala massiva de estudantes e à alta razão entre estudante-professor, os MOOCs requerem que o Design Instrucional  permita interações e feedback em larga escala. Existem duas abordagens principais para atingir este objetvo:
- Interação e feedback orientados a Crowdsourcing
- Feedbacks automatizados através de definição de objetivos, exames online, etc.

MOOCs conectivistas se apoiam na primeira abordagem; MOOCs de broadcast tal qual os oferecidos pelo Coursera ou Udacity seguem a segunda.
Uma vez que MOOCs criam uma forma de conectar aprendizes e professores de diversas áreas de conhecimento, algumas abordagens de Design Instrucional procuram maximizar as oportunidades de interconexão e pessoas. Tais abordagens podem incluir, por exemplo, a construção do próprio MOOC de forma coletiva.
A evolução dos MOOCs também tem causado a inovação dos materiais instrucionais. Uma tendência na área é o uso de livros-texto não tradicionais, tais como graphic novels, para aumentar os níveis de retenção dos alunos. Alguns veem a possibilidade de utilizar vídeos e outros materiais produzidos para MOOCs se tornarem uma nova forma moderna de livros-texto.

### Custo instrucional da distribuição
Em 2013 o Jornal da Educação Superior entrevistou 103 professores que ensinaram em MOOCs. "Tipicamente um professor gasta algo em torno de 100 horas no desenvolvimento do MOOC antes mesmo dele começar. Este tempo é gasto na gravação de vídeos e outros tipos preparativos". Os professores, após o início do curso, gastam entre 8 e 10 horas por semana participando de fóruns de discussão e postando materiais.
Em média foram: 33.000 alunos matriculados no MOOC; 2.600 concluiram o curso; e um professor assistente ajudando com o desenvolvimento da aula. 74% das aulas utilizaram notas automáticas e 34% utilizaram avaliações par-a-par (peer-to-peer). 97% usam vídeos originais no curso, 75% utilizam recursos educacionais abertos.
Além disso, a maioria dos MOOCs oferecidos nas principais plataformas são em inglês ou espanhol, representando uma barreira significativa para a participação da maioria dos alunos de países em desenvolvimento, que raramente são competentes em outro idioma . Essas características denotam uma redução significativa do potencial disruptivo desses cursos, pois dificultam e não favorecem o acesso de pessoas com menos habilidade para acessar o produto atualmente no mercado.
Os MOOCs podem ser caracterizados como educação de qualidade e de baixo custo, pois além de tornarem possível o acesso ao ensino superior de instituições de elite gratuitamente ou a um baixo custo (Chen, 2014), a natureza aberta desses cursos proporciona acesso dos alunos a um número maior de recursos e professores de diversas instituições, bem como aumenta a adaptação e interação com uma rede complexa, favorecendo a qualidade do ensino.